# Neuron piramidowy

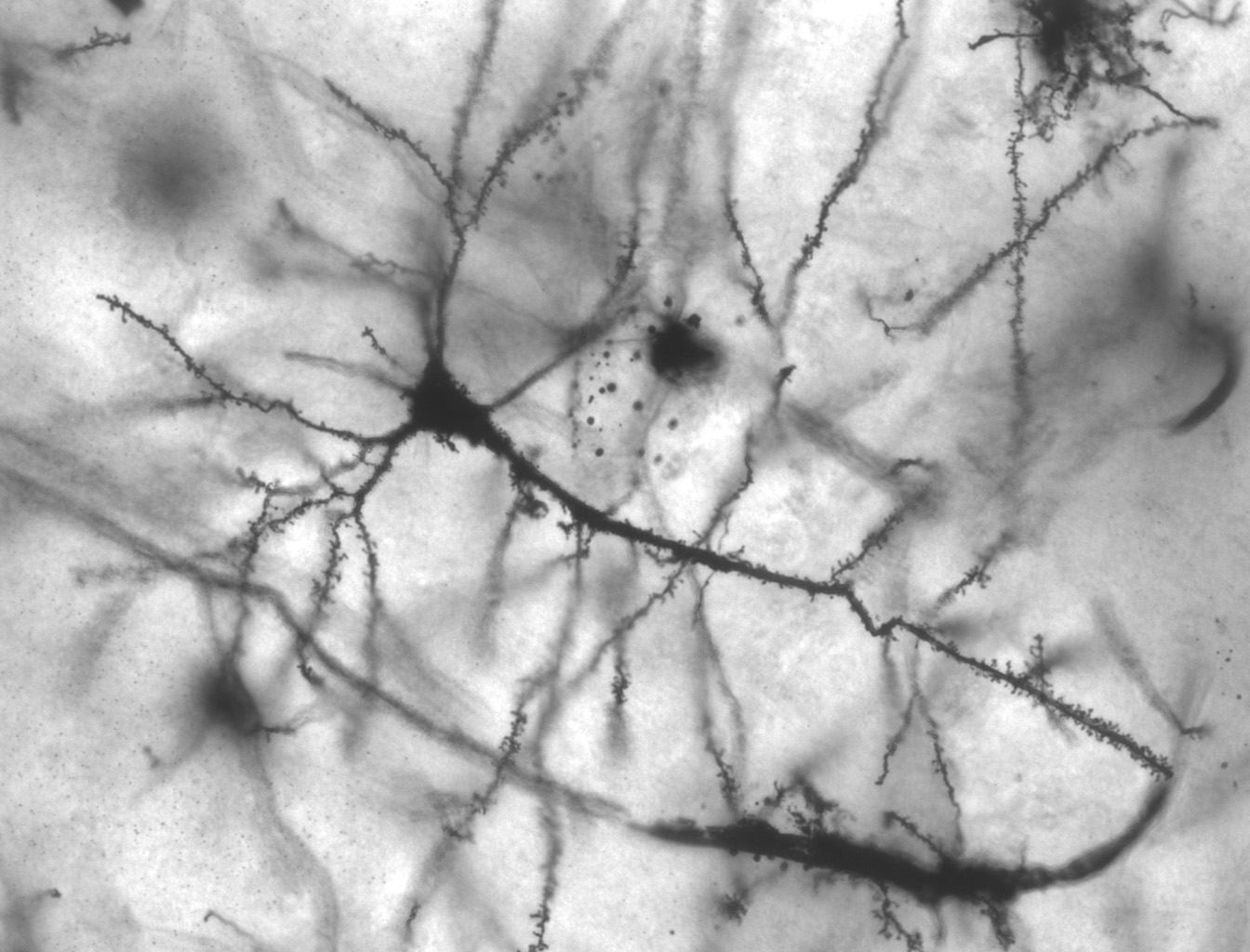
Neuron piramidowy z hipokampu człowieka (barwiony metodą Golgiego).

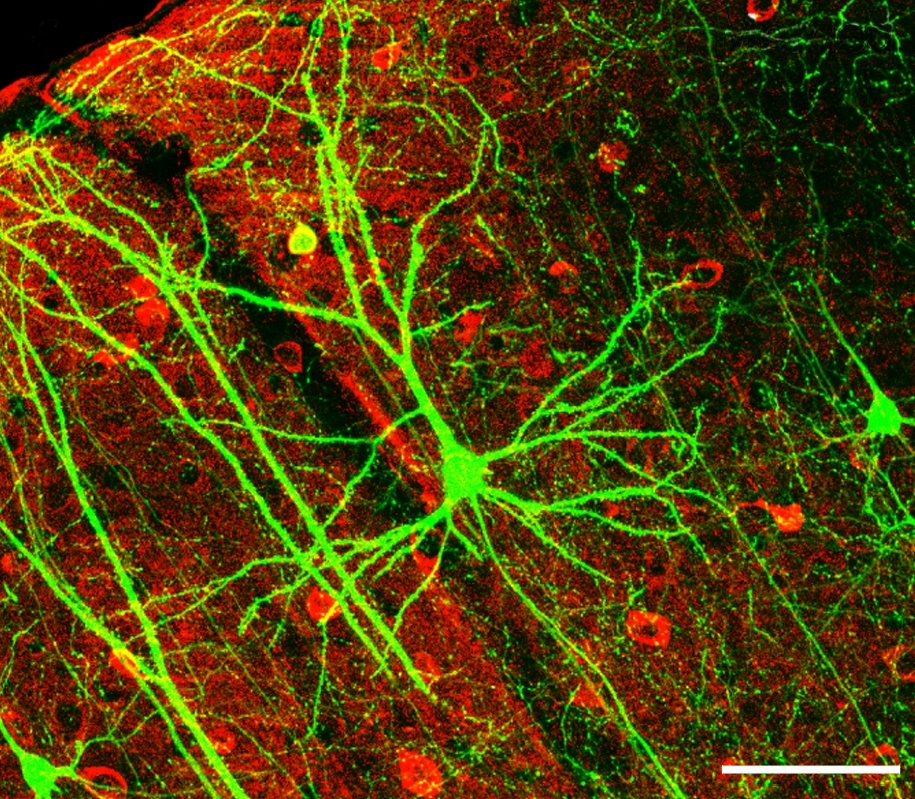
Neuron piramidowy z kory mózgowej myszy (uwidoczniony dzięki zastosowaniu białka GFP).

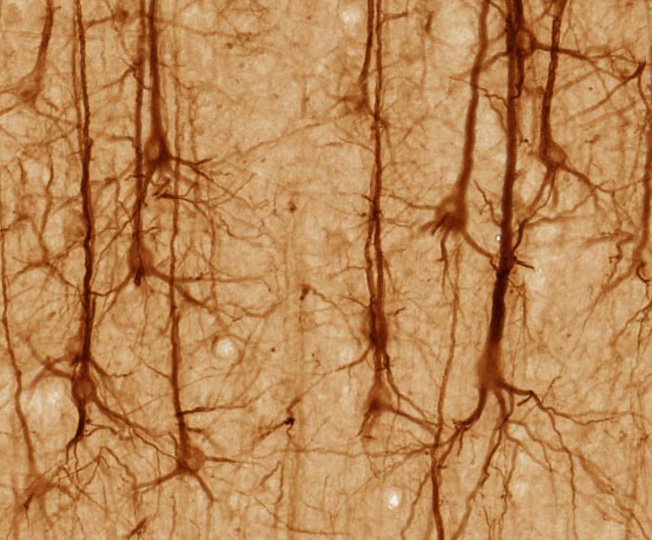
Neurony piramidowe z kory mózgowej człowieka (barwienie Smi32).

Neuron piramidowy, komórka piramidowa – typ morfologiczny neuronu. Jego cechą charakterystyczną jest ciało komórki o kształcie trójkąta oraz obecność dwóch odrębnych drzewek dendrytycznych.
Neurony piramidowe leżące w korze ruchowej mózgu są częścią układu piramidowego i biorą udział w kontroli ruchów dowolnych i postawy ciała. Ponadto neurony piramidowe leżące w korze przedczołowej są zaangażowane w szereg procesów poznawczych, m.in. w funkcjonowanie pamięci roboczej.

## Występowanie
Obecność neuronów piramidowych w mózgu zaobserwowano u wszystkich badanych dotąd ssaków i u innych kręgowców (ryb, ptaków i gadów), z wyjątkiem płazów.
Neurony piramidowe stanowią ok. 60% wszystkich neuronów kory mózgowej. W II, III oraz VI warstwie kory znajdują się małe neurony piramidowe, a w V warstwie duże komórki piramidowe zwane komórkami Betza. 

Poza korą mózgową neurony piramidowe są obecne również w hipokampie (w warstwie CA1 i CA3) oraz w ciele migdałowatym. 

## Struktura
Cechą charakterystyczną neuronów piramidowych (od której powstała ich nazwa) jest trójkątny kształt ich ciała komórki. Od innych neuronów odróżnia ich również obecność dwóch odrębnych drzewek dendrytycznych: apikalnego i bazalnego. 

Drzewko apikalne składa się z długiego dendrytu apikalnego, który odchodzi od wierzchołka ciała komórki i w pewnej odległości od niej tworzy szereg rozgałęzień. Drzewko bazalne składa się z dendrytów odchodzących bezpośrednio od podstawy ciała komórki, które również wielokrotnie rozgałęziają się. Dendryty bazalne są dużo krótsze od dendrytu apikalnego, mają też dużo mniejszą średnicę. Od podstawy ciała komórki odchodzi również pojedynczy akson.

Wszystkie dendryty neuronów piramidowych są pokryte licznymi kolcami dendrytycznymi.

## Funkcje
Duże neurony piramidowe leżące w V warstwie pierwszorzędowej kory ruchowej (zwane komórkami Betza) biorą udział w kontroli ruchów dowolnych i postawy ciała - stanowią początek układu piramidowego. Ich aksony przechodzą przez torebkę wewnętrzną i biegną do pnia mózgu, gdzie część z nich tworzy połączenia synaptyczne z motoneuronami unerwiającymi m.in. mięśnie twarzy. Pozostałe aksony biegną dalej przez rdzeń przedłużony i wzdłuż rdzenia kręgowego, gdzie tworzą połączenia synaptyczne z motoneuronami unerwiającymi pozostałe mięśnie (m.in. mięśnie kończyn).
Neurony piramidowe leżące w korze przedczołowej są zaangażowane w procesy poznawcze, m.in. w funkcjonowanie pamięci roboczej.